# خالد قدور
خالد قدور  ولد سنة 1958 في قفصة، هو مستشرف وسياسي تونسي.

## السيرة الذاتية

### الدراسات
تحصل خالد قدور على شهادة الهندسة في إنتاج الهيدروكربونات سنة 1981، ثم على الماجستير في إدارة شركات النفط من إتش إي سي مونتريال في 1988، قبل أن يتحصل على الدكتوراه في الاستشراف واستراتيجيات المنظمات إثر تقديم أطروحته التي كان عنوانها تحليل استشرافي لنظام في مرحلة انتقالية: المستقبل الذي لم يكن من بين المستقبل المحتمل، تونس مثالا (Analyse prospective d’un système en transition : des futurs qui n’ont pas eu lieu aux futurs possibles - Le cas de la Tunisie) من قبل المعهد الوطني للفنون والحرف بباريس سنة 2005.

### المسار المهني
عمل خالد قدور كمراجع حسابات في الدورة الدراسية الأوروبية المتوسطية الموجهة إلى صانعي القرار في الاتحاد الأوروبي والبلدان الشريكة في ميلانو سنة 1999، ثم لدى مركز الدراسات الاستراتيجية لأفريقيا في واشنطن العاصمة سنة 2001، وبعدها لدى مركز الشرق الأدنى لجنوب آسيا للدراسات الإستراتيجية التابع لجامعة الدفاع الوطني في واشنطن العاصمة سنة 2004 وأخيرا لدى معهد الدفاع الوطني في تونس العاصمة سنة 2012.

بين 2002 و2008، كان أستاذا لمادة الإستشراف العام في المدرسة الوطنية للإدارة بتونس.

في أغسطس 2008، عين رئيس مدير عام الشركة الإيطالية التونسية لاستغلال النفط. في 2011، عين مديرا عاما للطاقة في وزارة الصناعة والطاقة والمناجم. بين 2012 و2017، كان نائب رئيس شركة إني الإيطالية.

### المسار السياسي
في سنة 2006، عين خالد قدور مُكلفا بمهمة لدى الوزير الأول محمد الغنوشي والمدير العام للإصلاحات والآفاق الإدارية في الوزارة الأولى.

في 6 سبتمبر 2017، عينه يوسف الشاهد في منصب وزير الطاقة والمناجم في حكومته.

## الحياة الخاصة
خالد قدور هو ابن حسين بن قدور، أحد أبرز نقابيي الاتحاد العام التونسي للشغل. خالد متزوج وأب لطفلين.